# Mainflingen
Mainflingen est un petit village d'environ 3 800 habitants, constituant la communauté de la municipalité Mainhausen (près de Francfort-sur-le-Main), en Hesse, Allemagne.
Mainflingen est connu pour être le site de l'émetteur DCF77, qui diffuse l'heure légale donnée par l'horloge atomique de la PTB, Braunschweig. L'installation utilisée pour transmettre le signal DCF77 est également utilisée pour la transmission de certains autres services publics signaux dans la grande longueur d'onde gamme.
Un second établissement, appelé « Mainflingen C » est utilisé pour transmettre le programme de la « Evangeliumsrundfunk » (jusqu'au 1er janvier 1995, le programme de « Deutschlandfunk ») sur le moyen fréquence de l'onde de 1 539 kHz.